# Gomba (település)
Gomba község Pest vármegyében, a Monori járásban.

## Fekvése
Pest vármegye keleti részén, a Gödöllői-dombság déli részén helyezkedik el. Budapest 50 km, Monor 9 km, Üllő 17 km, Tápióbicske 16,5 km, Káva 6,5 km, Pánd 10 km-re van tőle.

## Nevének eredete
Nevét Gomba, Gombad, Gombal neveken írták; először egy 1337-es oklevélben említik.

## Pecsétje, címere
Első ismert pecsétjét – GOMBA.FALV.PÖCHETI felirattal – a 18. század első felében használták, az ezt követőt – SIGILLVM.GOMBA – 1776-1844 között. A falu mai címerét az 1845 és 1876 között használt pecsétről mintázták. Ennek felirata: GOMBA HELYSÉG PECSÉTJE x 1845 x. A körirattal határolt kerek mezőben virágos talajon szarvával jobbra fordított gerendelyes eke látható, mögötte a cölöphelyen felfelé fordított ásó, jobbra ferdén elhelyezett gereblye, balra vasával kifelé álló kasza. A negyedik pecsét az 1860-1876 közötti időszakból maradt ránk, felirata: GOMBA.

## Története

### A honfoglalás előtt
Az ősidők óta lakott hely. A talajvizsgálatok és a legkorábbi fennmaradt térképek szerint a környéket évezredekig összefüggő erdőség borította. A Várhegyen 1858-ban Kubinyi Ferenc tárta fel a bronzkori „Pogányvár” erődítményrendszerének maradványait. Főleg kő- és csontszerszámok, valamint agyagedények kerültek elő, de akadt néhány átfúrt fejű bronztű is.
A római korban jazigok lakták; sírjaikban kalcedon- és üveggyöngyöket találtak.

### Az Árpád-korban
Első ismert birtokosa a Gombai család feje, Gombai László volt. Egyes források (Hatástanulmány) szerint a családot eredetileg Nemze családnak hívták.

### Az Árpád-kortól a török uralomig
1408-ban Zsigmond király hűtlenség miatt elvette a Gombai családtól, és Szentiványi Tamásnak, valamint Maróthi János macsói bánnak adományozta. Középkori temploma 1424-ben épült; romjai 1864-ben még látszottak a református temetőben. 1458-ban birtokosa, Bothos György magtalanul halt meg, ezután Mátyás király Rozgonyi Sebestyén főlovászmesternek adta. Még a 15. században a Kerekegyházi család birtoka lett, és ők zálogba adták a Dávidházi családnak. A zálogból Nagylucsei Orbán egri püspök váltotta ki, majd (1504-ben?) adománylevelet kért rá a királytól.

### A török időkben
Az 1500-as évek közepén Gomba is török uralom alá került, de nem néptelenedett el egyből, mint a környék legtöbb falva, mert félreeső fekvése miatt a nagy hadak elkerülték. 1553-ban 9 kapus hely volt; 1562-63-ban 4989 akcse jövedelmet hozott.
A vármegyéből elmenekült nemesek a királyi országrészből gyakorolták jogait, így Gombán is kialakult a kettős adózás: fizetni kellett a magyar földesúrnak és a töröknek is. A növekvő terhek miatt a lélekszám fokozatosan csökkent; alig maradt adófizető család a faluban. 1565-ben Miksa magyar király király új adományként jutalmul adta a falut Gombai Györgynek és Margit nevű lányának. 1612-ben Hubai Ferencé volt, és ő Maglóddal és Pécellel együtt Fáy István özvegyének zálogosította el. A 17. századra vált a falu legnagyobb birtokosává a Fáy család. Az 1600-as évek közepén a lakosság döntő többsége már református lett; a református egyház az ún. kis anyakönyv alapján 1642-ig vezeti vissza lelkészeinek névsorát. Szokolyai István lelkészt 1672-ben megidézték Pozsonyba a törvényszék elé, de nem ment el, hanem egy Czimbalmos nevű töröknél húzta meg magát.

### A török kiűzése után
A török kiűzése után a reformátusok egy fatemplomot emeltek, és abba beépítették a középkori katolikus templom mestergerendáját is.
A falu környékét Rákóczi hadai 1703-ban szabadították fel. 1705-ben Vak Bottyán a Dunántúl elfoglalására indult, és a faluban csak csekély védőrséget hagyott. Ezt a kuruc csapatot még 1705-ben szétverték a budai német helyőrséggel szerződött rácok. Az ütközet helyét azóta Harcvölgynek nevezik; e néven jelenleg a falu külterülete. A rácok felégették a falut, ekkor semmisültek meg a község és az egyházak régebbi iratai. Pfeffershoven tábornok jelentette, hogy nagy zsákmánnyal és sok fogollyal tértek vissza Budára. A foglyok között volt két kálvinista prédikátor is, egyiküket Veresmarti Miklósnak hívták. A pusztává lett település hamarosan újranépesült, az 1728-as összeíráskor már 144 lakosa volt. Ekkor 54 jobbágyból 18 volt helybeli, 36 jövevény; 18 zsellérből 5 helybeli, 13 a jövevény.
Az urbárium 1770-ben készült tabellájából kiderül, hogy nemzetiségieket nem telepítettek be, a listán csupa magyar családnév szerepel. A zsellér és jobbágy családfők száma ekkor 95 volt; közöttük feltűnően sok (61 %) a zsellér. Ez jól mutatja, hogy itt is elkezdődött a földesúri allódiumok kiépítése. Ez elszegényítette a jobbágyokat és a zselléreket; sokan részes vagy napszámos munkára kényszerültek. 1789-ben 78 % volt itt a nagybirtok, 22 % a jobbágybirtok. Az 1700-as és az 1800-as években birtoka volt itt a Thay, a Szemere és a Patay családnak is. Az addig tisztán református faluba ebben a században kezdtek katolikus cselédeket betelepíteni a katolikus földesurak.

### A 19. században
A 19. század első harmadára a nagybirtokok felaprózódtak, a középbirtokosság vált jellemzővé. A köznemesek anyagi helyzetének javulását jelzik a 18. század végén és főleg a 19. század elején épült, illetve átépített kastélyok, kúriák, valamint a református egyháznak adott ajándékok. A 19. századra a faluban már hat kastély, illetve kúria állt. Közülük öt ma is megvan, egyet romos állaga miatt lebontottak. A 19. században a falu birtokosai a Fáy, a Szemere, a Patay, a Puky, a Dapsy, a Wartensleben és a Tahy család volt. Borzsák Endre szerint a falu az 1800-as évek végéig megőrizte a kétbeltelkű, kertes településformát; a háztelkeket általában nem kerítették el. A falut szérűskertek vették körül, bennük a jószág teleltetésére való istállókkal. A legtöbb utca girbegurba volt.

### A 20. században a rendszerváltásig
1904-ben a református egyház korszerű, négytantermes iskolát építtetett a falu központjában. A katolikus iskola 1920-ban nyílt meg;, épülete eredetileg a Fáy család kúriája melletti cselédszállás volt. Itt helyezték el a lelkészlakot is. Az iskolákat 1949-ben államosították.
1928-ban Scitovszky Béla belügyminiszter, helybéli földbirtokos telket és nagyobb összeget adományozott katolikus templom építésére; kezdeményezéséhez más birtokos családok is csatlakoztak. A templomot belül 1967/68-ban, kívül 1982/83-ban renoválták.

### A rendszerváltás óta
1999-től 12 évfolyamon keresztül volt a községnek helyi újságja, a „Csiperke”.
2004. szeptember 1-én nyitotta meg kapuit a Gombai Református Alapfokú Művészeti Iskola. Ezt 2007. szeptember 1-vel összevonták az ismét a református egyházközség kezelésébe visszaadott általános iskolával; azóta Fáy András Református Általános Iskola és Alapfokú Művészeti Iskola néven működik.

## Településszerkezet
A falu történelmi központja a mai főtér a református és a katolikus templommal. Fésűsen beépített település, szerteágazó utcaszakaszokkal. Az utcarendszer kialakulásának fő tényezője a domborzat. A falu magja a Gombai-patak völgye volt, a faluközpont is itt helyezkedik el. Az újabb házakat már a dombokra, főleg a „telepi” részre építették és építik jelenleg is. A völgyek iránya ÉNy–DK, emiatt a főbb utcák ilyen irányúak. A dombok felé terjeszkedve a település egyre inkább halmazfaluvá alakult. Csodálatos zöld környezet, dimbes-dombos táj gyönyörködteti az itt lakókat és az ide látogatókat.

## Közélete

### Polgármesterei
- 1990–1994: Kis József (független)[5]
- 1994–1998: Kis József (független)[6]
- 1998–2002: Kis József (független)[7]
- 2002–2006: Kis József (független)[8]
- 2006–2010: Lehota Vilmos (független)[9]
- 2010–2014: Lehota Vilmos (független)[10]
- 2014–2019: Lehota Vilmos (független)[11]
- 2019–2024: Lehota Vilmos (független)[12]
- 2024– : Lehota Vilmos (független)[1]

## Gazdasága
A fő gazdasági ág hagyományosan a mezőgazdaság, azon belül is a földművelés. A 18–19. században a földterület többsége szántó volt, amit háromnyomásos gazdálkodással műveltek. A fő szántóföldi növények (búza, rozs, köles, árpa) mellett jelentős volt a bortermelés – a szőlőket a Tetei-dombokon telepítették.
Az állattenyésztésben a sertés- és a birkatartás volt elsődleges, de a méhészkedés is jellemző volt.
A szántóföldi növénytermesztés jelentősége csak az 1970-es – 1980-as években csökkent valamelyest, amikor a falu határában erdőket és gyümölcsösöket (főleg kajszit és szilvát) telepítettek. Eközben a szántóföldi növénytermesztésben a búza mellett a kukorica vált fő növénnyé, az állattenyésztésben pedig megnőtt a baromfitartás szerepe (Hatástanulmány).
A falu népességmegtartó ereje a mezőgazdaság gazdasági jelentőségének csökkenésével jelentősen visszaesett: 2007-es adatok szerint az aktív munkavállalók 80 %-a Budapestre jár dolgozni (ingázik). Ehhez közvetlen járatok nincsenek, Monoron át kell szállni. Gombáról a Volánbusz járataival juthatunk el Monorra, ahol a buszpályaudvaron történő átszállással egy másik buszjáratra, megközelíthetőek további vidéki települések és Budapest egyaránt. A monori vasútállomásról pedig az ún. zónázó vonatokkal 30 percen belül Budapestre érkezhetünk. Az új M4-es autóút átadásával már gépkocsival is rövid időn belül elérhető a főváros.

## Népesség
A település népességének változása:
| Lakosok száma | 2951 | 2944 | 3029 | 3186 | 3132 | 3155 | 3193 |
|               | 2013 | 2014 | 2018 | 2021 | 2022 | 2023 | 2024 |

A 2011-es népszámlálás során a lakosok 82,5%-a magyarnak, 1,5% cigánynak, 0,5% németnek, 0,3% románnak mondta magát (17,1% nem nyilatkozott; a kettős identitások miatt a végösszeg nagyobb lehet 100%-nál). A vallási megoszlás a következő volt: római katolikus 19,9%, református 32,9%, evangélikus 3%, görögkatolikus 0,8%, felekezeten kívüli 12,9% (29,1% nem nyilatkozott).
2022-ben a lakosság 85,7%-a vallotta magát magyarnak, 1,1% cigánynak, 0,4% németnek, 0,3% románnak, 0,2% szlováknak, 0,1% ukránnak, 4,8% egyéb, nem hazai nemzetiségűnek (12,8% nem nyilatkozott; a kettős identitások miatt a végösszeg nagyobb lehet 100%-nál). Vallásuk szerint 25,7% volt református, 14,1% római katolikus, 2,6% evangélikus, 0,8% görög katolikus, 1,2% egyéb keresztény, 0,5% egyéb katolikus, 13,6% felekezeten kívüli (41,2% nem válaszolt).

## Nevezetességei
- Református templom – 1776-ban épült, barokk stílusban. Műemlék; törzsszáma 7030.
- Perczel-kúria – a 18. század végén, klasszicista stílusban készült épület, melyet a Puky család birtokolt a 19. század végéig. Katona József itt írta a Bánk bán néhány részletét. 1925-ben a Perczel család lett a kúria tulajdonosa. Jelenleg családi ház. Műemlék; törzsszáma 7029. Nem látogatható.
- Bárczay-kastély – a barokk stílusú épületet a 18. században építtette a Fáy család. Később Bárczay András vásárolta meg, átalakította. 1773-ban emeletet építtetett rá. A kastély az 1800-as évek közepén a Szemere családé lett, majd 1928–51 között a Máriássy családé. Jelenleg magántulajdon az épület, felújításra vár. Műemlék; törzsszáma 7028. Nem látogatható.
- Patay-kastély – A 18. század végén építtették a Bárczayak, majd a Patay család birtokába került. Itt élt Patay József, a reformkori ellenzék egyik vezetője, az Országos Honvédelmi Bizottmány tagja. Később művelődési ház, majd könyvtár működött benne. Jelenleg üresen, elhanyagoltan áll. Műemlék; törzsszáma 7032. Nem látogatható.
- Scitovszky-kúria – 18. századi barokk épület volt, de 1810-ben klasszicista stílusban átalakították. A Scitovszky család a 20. század elején vásárolta meg, majd a Kenyeres család birtoka lett. Jelenleg a település polgármesteri hivatala működik benne. Műemlék; törzsszáma 7027. Szabadon látogatható (munkaidőben).
- katolikus templom, Kossuth tér 14. – 1928-ban épült, eklektikus stílusú, egytornyos épület. 1929-ben kapta két harangját: az egyik átmérője 65, a másiké 42 cm. Közvetlenül mellette áll a házasságkötő terem.[15] 1937-ig a Úri plébániájának filiája volt; utána Monorhoz tartozott. 1947-ben alakították önálló lelkészséggé.[16]
- a volt Fáy-kúria jelenleg a falu általános iskolája
- a Szüts-kúriát (Jókai utca, a Patay-kastély mellett) Szüts Ábrahám közbirtokos építtette 1820 körül, és leszármazottai laktak itt a család kihaltáig. 1945 után Fekete János hadfőmérnök és családja élt itt, majd sűrűn cserélt gazdát. Az eredetileg késő barokk épületet idővel jelentősen átépítették. Hosszan elnyúló, tornácos ház.[17]
- a faluhoz tartozó Felsőfarkasdon a Wartensleben-kúria napjainkban (2016) munkásszállásként működik[18]
- „Magfalva ökofalu” Gomba és Monor között[19]
- Nagy és Kis szurdik, löszmélyút – Gomba külterület, túraútvonallal és tájékoztató táblával
- a Várhegyen épült a középső bronzkori vatyai kultúra legrégebben ismert és kutatott földvárainak egyike, a „Pogányvár”. A hatvani kultúra létesítette, majd a vatyai (vatyai III./Vatya-koszideri) kultúra népe lakta. A magaslat inkább teraszosított, mint erődített. Kiterjedése bizonytalan, talán több részből állhatott.[20]

### Elbontott, műemlék jellegű épületek
Műemlék jellegűek voltak az alábbi, a 20. században elbontott épületek:
- Tahy-kúria,
- Fekete-féle lakóház,
- két vízimalom,
- egy szárazmalom,
- két lakóház (Petőfi Sándor utca 28. és 38.).

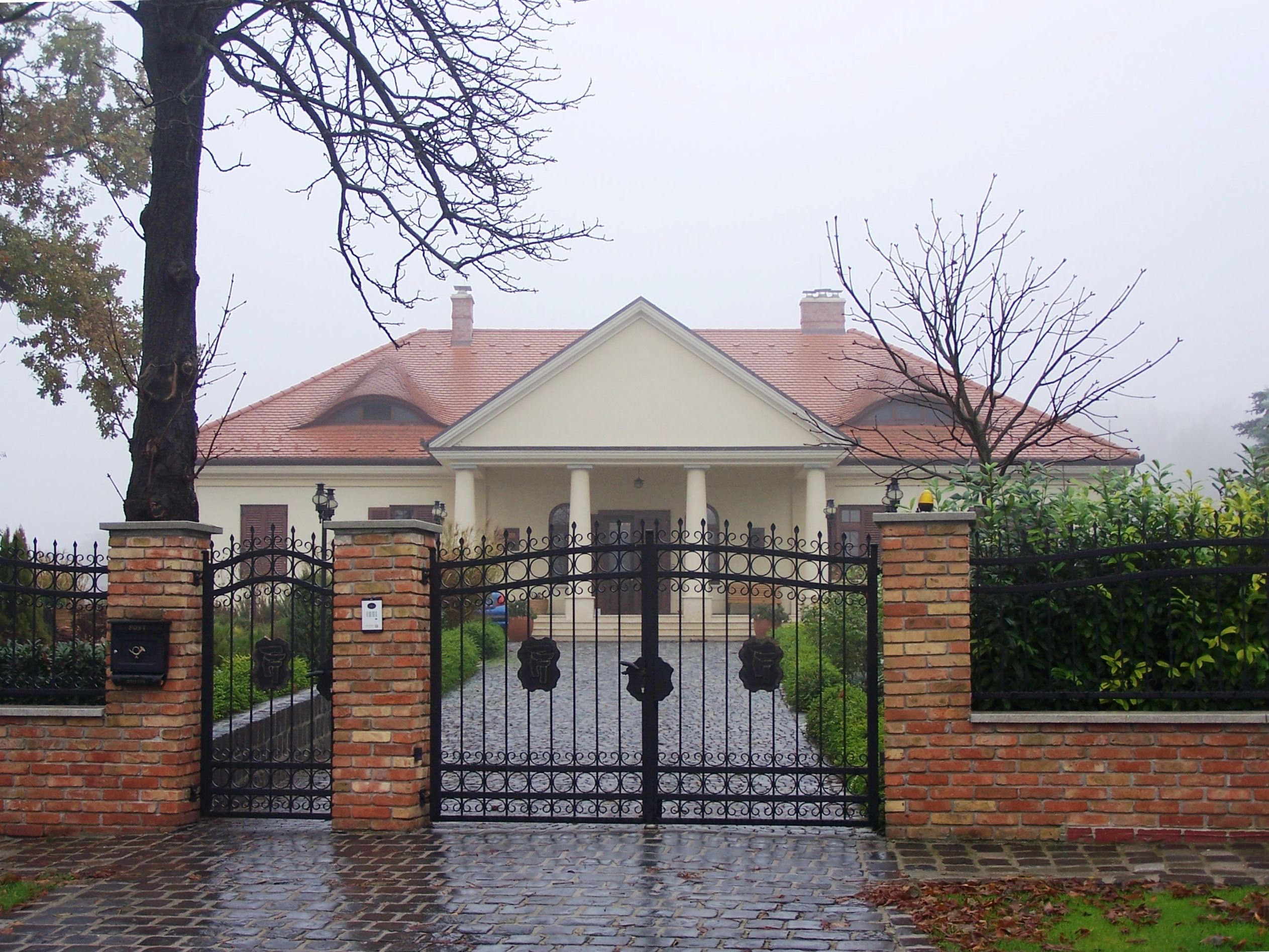
Perczel-kúria
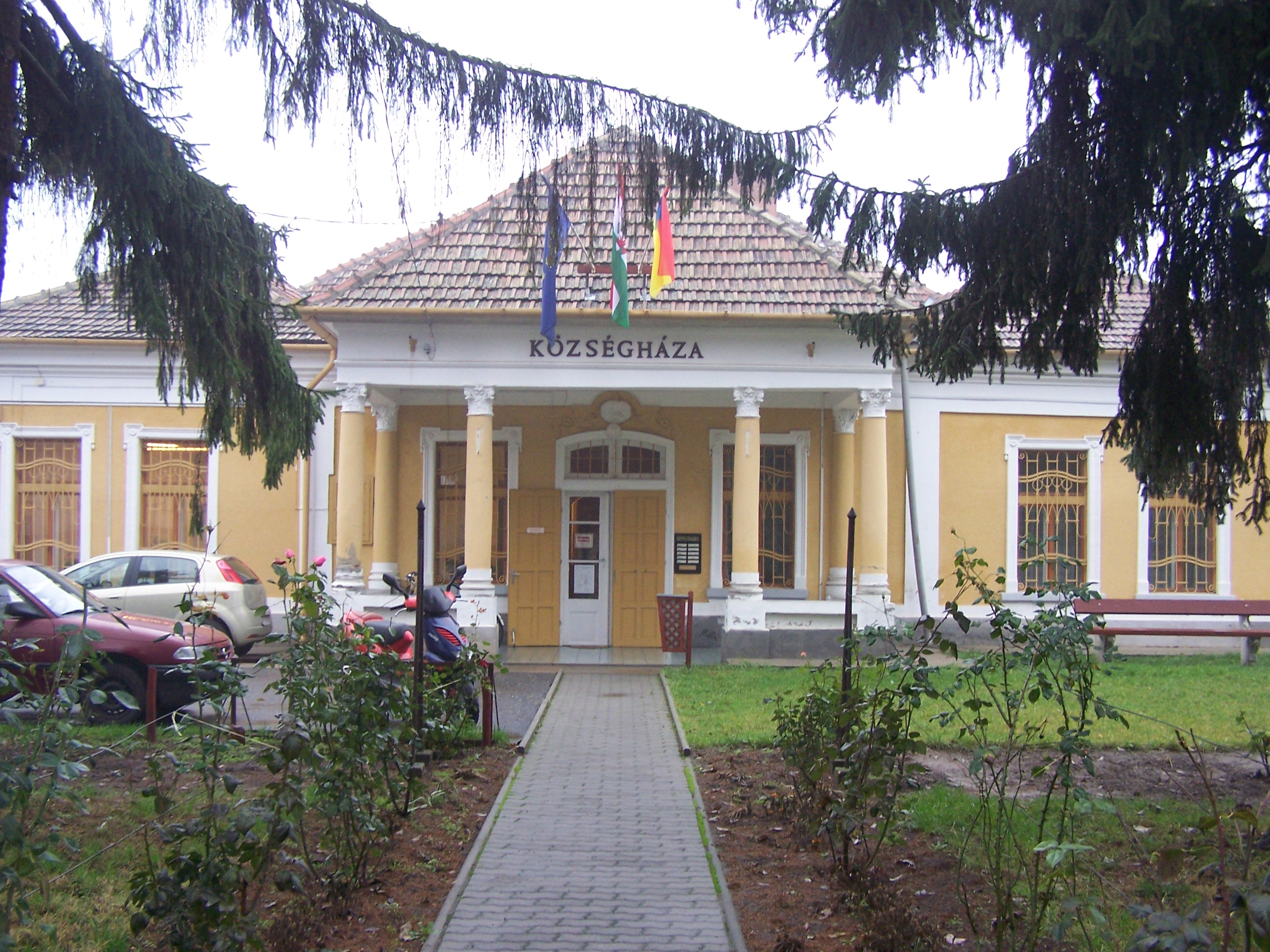
Scitovszky-kúria
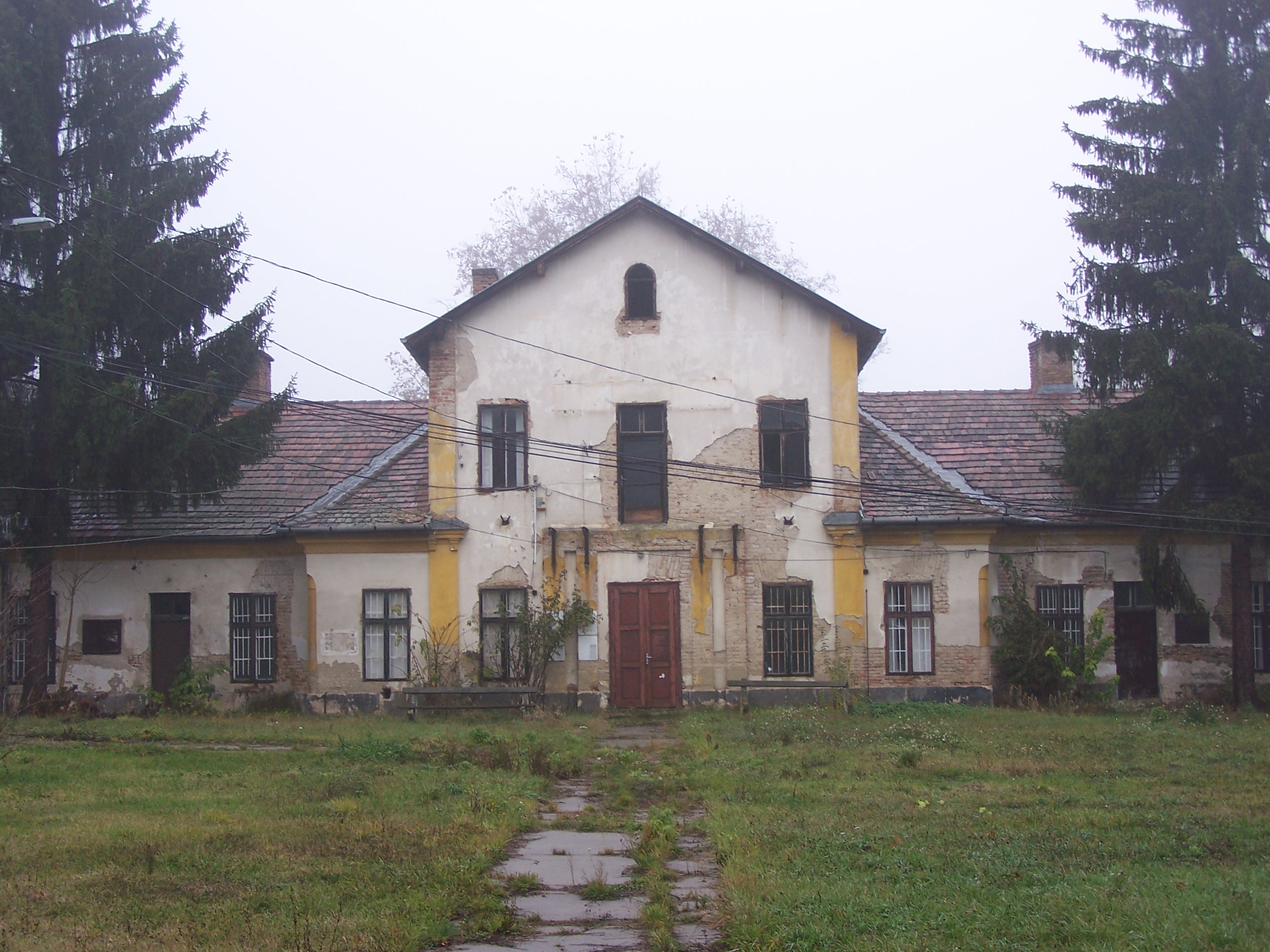
Patay-kastély

## Ismert személyek
- Itt élt az 1930-as években Máriássy Mihály magyar földbirtokos, jogász, országgyűlési képviselő (1878–1953)